# Yann Sommer
Yann Sommer (* 17. Dezember 1988 in Morges) ist ein Schweizer Fussballtorhüter. Mit dem FC Basel wurde er von 2011 bis 2014 viermal hintereinander Schweizer Meister. Ab Juli 2014 spielte er für achteinhalb Jahre bei Borussia Mönchengladbach. Von Januar bis August 2023 stand Sommer beim FC Bayern München unter Vertrag und gewann mit dem Club im Frühjahr 2023 den Meistertitel. Nach einem halben Jahr in München wechselte er im August 2023 nach Italien zu Inter Mailand. Mit Inter wurde der Torhüter 2024 italienischer Meister. Sommer spielte ausserdem von Mai 2012 bis Juli 2024 für die Schweizer A-Nationalmannschaft.

## Karriere

### Vereine

#### Stationen in der Schweiz
Sommer begann mit dem Vereinsfussball beim FC Herrliberg und wechselte mit neun Jahren zu Concordia Basel. 2003 trat er zur Jugend des FC Basel (FCB) über.
In Basel erhielt er im Jahr 2005 seinen ersten Profivertrag und wurde Stammtorhüter bei dessen U21-Mannschaft in der drittklassigen 1. Liga. Sommer wurde zur Saison 2006/07 in die erste Mannschaft übernommen und war hinter dem Argentinier Franco Costanzo und dem Liberianer Louis Crayton dritter Torhüter. In der U21 war er bereits Stammkeeper und blieb mit der Mannschaft bis zum vorletzten Spieltag ungeschlagen; die einzige Saisonniederlage änderte aber nichts am Gewinn der Meisterschaft. Am Saisonende erhielt der 18-Jährige beim FCB einen neuen Vertrag und wurde, um Spielpraxis zu erlangen, an den liechtensteinischen Verein FC Vaduz in die zweitklassige Challenge League ausgeliehen. Im Zuge dessen brach Sommer, der seinem Basler Jugendtrainer Heinz Hermann nach Vaduz folgte, die Handelsmittelschule ab. Als Sieger des Liechtensteiner Cups nahm der FC Vaduz an der Qualifikation für den UEFA-Cup-Wettbewerb teil, und Sommer debütierte in den zwei Partien gegen Dinamo Tiflis (0:2 und 0:0) für seinen Leihverein. Nachdem Vaduz die Hinrunde noch als Vierter beendet hatte, blieb der erste Torhüter Sommer, der nur ein Ligaspiel verpasste, sechsmal ohne Gegentor. Er verlor in der Rückserie mit dem Team nur einmal gegen den Servette FC, und man gab die Spitzenposition ab dem 29. Spieltag nicht mehr her. Somit wurde der junge Torhüter bereits in seiner zweiten Saison im Männerbereich erneut Erster der Challenge League. Auch den Cup gewann Sommer mit dem FC Vaduz, spielte hier jedoch nicht, da dort nur sein Vertreter Gabriel Wüthrich eingesetzt wurde. Auch im Sommer 2008 scheiterten die Liechtensteiner in der Qualifikation für den UEFA-Cup-Wettbewerb, diesmal am HŠK Zrinjski Mostar. Nach nur drei Siegen in der Hinserie (darunter ein 0:2 und ein 0:4 gegen Sommers Stammverein FC Basel) besetzte der Aufsteiger mit seinem Leihtorhüter zur Winterpause den vorletzten Rang.
Zur Rückrunde berief Basel Sommer wieder zurück, nachdem sich der bisherige erste Torhüter Franco Costanzo verletzt hatte. Sommer hütete sechs Spiele in Folge das Basler Tor und gewann mit seinen Teamkollegen viermal in Folge, ehe Costanzo zurückkehrte und für Sommer somit nur ein Platz auf der Bank blieb. Für die Saison 2009/10 wurde Sommer, der mit Basel hinter dem FC Zürich und dem BSC Young Boys Dritter wurde, an den Tabellenvierten Grasshopper Club Zürich ausgeliehen. Er profitierte nun davon, dass der vormalige Stammtorhüter Eldin Jakupović nur ausgeliehen und nicht dauerhaft verpflichtet worden war. Sommer spielte mit den Zürchern eine durchwachsene Hinrunde, die Mannschaftsleistung besserte sich jedoch nach dem Jahreswechsel, und letztendlich wurde man Dritter hinter Basel und Bern. Von vier Duellen mit dem FC Basel hatten die Grasshoppers drei für sich entscheiden können, in der Saisonendphase gewannen sie mit Sommer im Tor sogar mit 4:0. Zur Saison 2010/11 kehrte der 21-jährige Sommer als zweiter Torhüter zum FCB zurück, nachdem ihm die Vereinsverantwortlichen einen Fünfjahresvertrag vorgelegt und zugesichert hatten, Costanzos im Jahr 2011 auslaufenden Kontrakt nicht zu verlängern. Sportdirektor Georg Heitz sagte: «Das war keine Entscheidung gegen Costanzo, sondern für Yann Sommer. Wenn sich die Möglichkeit ergibt, setzen wir auf die eigene Jugend.» Der junge Keeper spielte aufgrund einer Rot- und einer Gelbsperre Costanzos fünfmal in der Super League, davon einmal nach einer Einwechslung am letzten Spieltag, als die Basler zum vierzehnten Mal zum Landesmeister gekrönt wurden. Vier Cupspielen standen des Weiteren sechs Einsätze für die U21 gegenüber.
In der anschliessenden Saison 2011/12 löste Sommer den Argentinier Costanzo als Stammtorhüter ab, nachdem dieser zu nach Griechenland zu Olympiakos Piräus gewechselt hatte. In seiner ersten Saison als Basler Nummer 1 konnte er mit der Mannschaft den Meistertitel verteidigen, Basel verlor mit ihm lediglich viermal. Im Cup hielt Sommer im Endspiel gegen den FC Luzern zwei Penaltys im Penaltyschiessen und errang somit auch erstmals diesen Titel. Bei seinem Einstand in der Champions League gelangte der Keeper mit dem FC Basel bis in den Achtelfinal, in dem die Mannschaft den FC Bayern München mit 1:0 besiegte. Das Rückspiel wurde jedoch zum Debakel, und mit einer 4,0 war der Torhüter beim 0:7 in München noch der vom kicker am besten benotete Akteur der Schweizer. Im Sommer 2012 scheiterten die Basler in der Qualifikation zur Königsklasse, woraufhin sie in der Europa League spielten. Sommer spielte viermal zu Null und zog mit seiner Mannschaft als Zweiter hinter dem KRC Genk in die Finalrunde ein. Im weiteren Turnierverlauf eliminierten die Schweizer Tottenham Hotspur und Zenit St. Petersburg, bis sie im Halbfinal auf den späteren Wettbewerbssieger FC Chelsea trafen. Gegen die Russen führte Sommer sein Team auch erstmals als Mannschaftscaptain aufs Feld. Das Hinspiel gegen Chelsea ging mit 1:2 verloren, wobei vor allem Sommer dafür gesorgt hatte, dass die Engländer nicht noch mehr Tore erzielen konnten. So parierte er beispielsweise einen Kopfball von John Terry aus einem Meter Abstand. Auch im Rückspiel zeigte der Schlussmann mehrere starke Aktionen, verlor aber trotzdem mit seiner Mannschaft mit 1:3. Während man im Cup erneut ins Penaltyschiessen gehen musste und diesmal aber verlor, gewann man in der heimischen Liga zum vierten Mal hintereinander den Meistertitel. In der Folge führten seine Leistungen zu Anfragen als Markenbotschafter von Nivea, Panasonic, Breitling und dem Basler Kinderspital. Auch bekundete die AC Florenz grosses Interesse an ihm.
In seiner letzten Saison in der Schweiz wurde Sommer mit dem FC Basel zum vierten Mal in der gemeinsamen Zeit Schweizer Meister, zwischen dem 6. und dem 33. Spieltag hatten sie nicht verloren. In der Europa League sorgte der Torhüter mit dafür, dass man fünf Partien in Folge ungeschlagen blieb und nur ein Gegentor hinnehmen musste. Im Viertelfinal schied Basel aber aus dem Wettbewerb aus, nachdem man vom FC Valencia bis in die Verlängerung gezwungen worden war und nach einem 3:0 im Hinspiel das Rückspiel mit 0:5 verloren hatte. «Das Ziel ist, Yann zu halten. Aber wir wissen, dass das schwer wird», sagte Sportchef Heitz noch im Herbst 2013.

#### Borussia Mönchengladbach

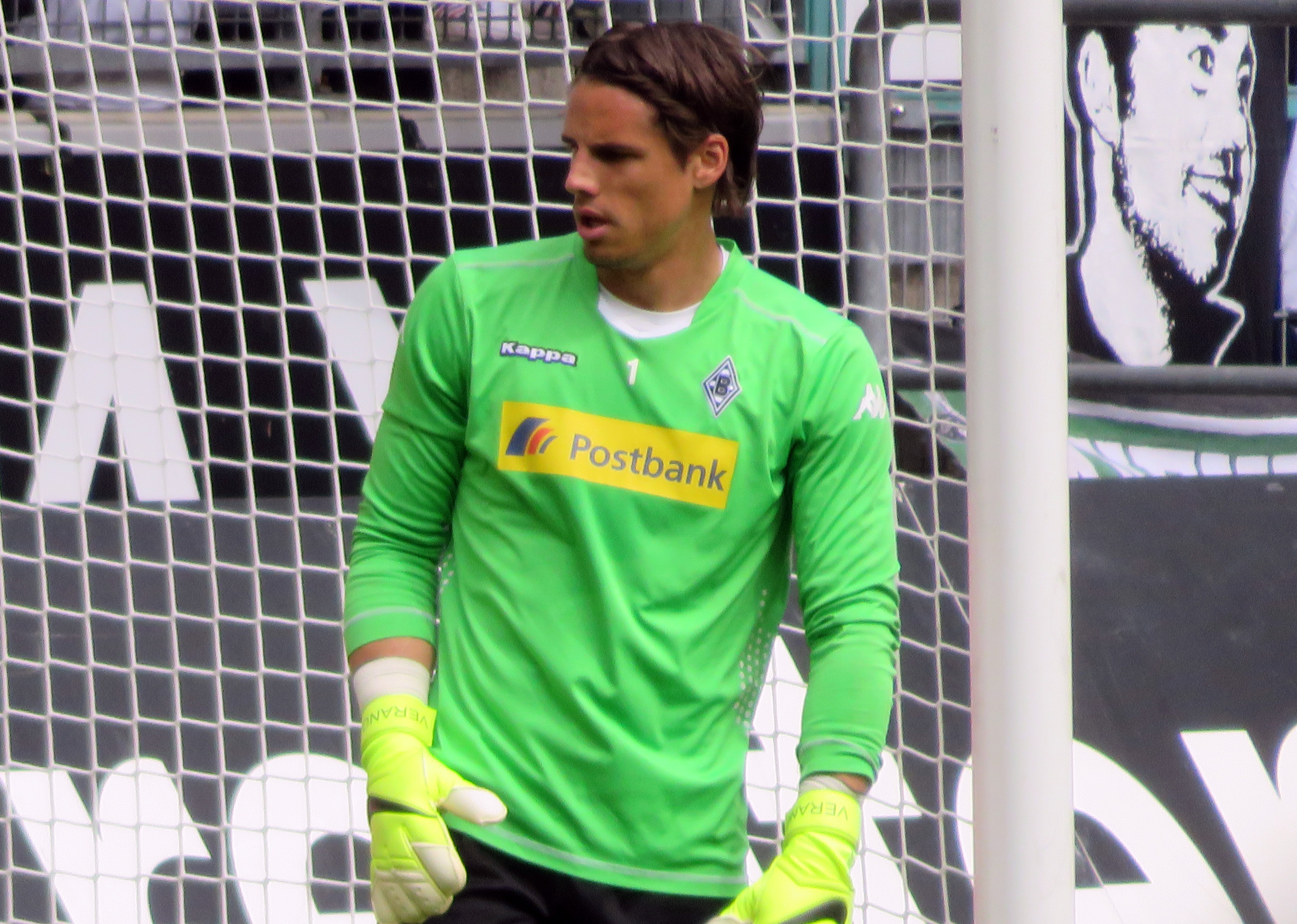
Sommer bei Borussia Mönchengladbach (2015)

Zur Saison 2014/15 wechselte Sommer zum deutschen Bundesligisten Borussia Mönchengladbach, bei dem er einen bis zum 30. Juni 2019 gültigen Vertrag unterzeichnete. Er gab sein Pflichtspieldebüt am 16. August 2014 beim 3:1-Sieg gegen den Regionalligisten FC 08 Homburg in der ersten Runde des DFB-Pokals und war als Nachfolger von Marc-André ter Stegen ab der Vorbereitungsphase als neuer Stammkeeper gesetzt. In der Bundesliga erreichte er mit seinem neuen Verein den dritten Platz und nahm mit diesem nach dem Meister FC Bayern München die zweitwenigsten Gegentore hin. Sommer hatte Anteil an 18 Pflichtspielen in Serie ohne Niederlage, womit der bisherige Vereinsrekord aus dem Jahr 1970 überboten wurde. In der Europa League erreichte die Borussia mit ihrem neuen Torhüter die Finalrunde und blieb bis zum Ausscheiden nach zwei Niederlagen gegen den FC Sevilla inklusive der Qualifikation acht Spiele in Folge ohne Niederlage. Beispielsweise trennte man sich mit 7:0 vom FK Sarajevo oder besiegte Apollon Limassol mit 5:0. Nach dem Erfolg über Homburg folgten im DFB-Pokal noch Siege gegen Eintracht Frankfurt und die Kickers Offenbach, ehe man im Viertelfinal an Arminia Bielefeld scheiterte. Hierbei hielt Sommer im Penaltyschiessen gegen Marc Lorenz, seine Teamkameraden Raffael und Ibrahima Traoré verschossen aber ihrerseits. Für seine Saisonleistungen erhielt der Schweizer gleich in seiner Premierensaison im deutschen Oberhaus sowohl für die Hin- als auch die Rückrunde eine Einstufung in die internationale Klasse für Torhüter in der Rangliste des deutschen Fussballs des kickers. In beiden Fällen landete er auf Rang 3, während Bayern Münchens Manuel Neuer die Spitzenposition belegte und Ralf Fährmann (FC Schalke 04) sowie Bernd Leno (Bayer 04 Leverkusen) auf Platz 2 gewählt wurden.
In seiner zweiten Spielzeit bei den Fohlen konnte Sommer seinen Status als unumstrittene Nummer 1 weiter festigen und landete mit der Mannschaft wieder unter den besten vier Mannschaften der Liga. Hatte er aber in der Vorsaison noch 20 von 48 Partien ohne Gegentor absolviert, waren es nun von 41 Spielen nur noch sieben, die zu Null ausgingen. Auch hatten diesmal nur sieben Konkurrenten noch mehr Tore als Mönchengladbach (50) kassiert. Sommer sass im letzten Saisonspiel auf der Bank, als die Qualifikation für den Europacup bereits feststand und sein Vertreter Tobias Sippel eingesetzt wurde. Zuvor hatte er einmal aussetzen müssen, nachdem er das Champions-League-Gruppenspiel gegen Manchester City mit einem gebrochenen Nasenbein beendet hatte. Nach zwei Siegen in der Qualifikation gegen die Young Boys Bern spielte Sommer mit den Borussen wieder in der Champions League, aus der man aber ausschied, nachdem in der Gruppenphase gegen Manchester City, den FC Barcelona und Celtic Glasgow nur einmal drei Punkte hatten gewonnen werden können. Nachdem sich die Gladbacher gegen die AC Florenz hatten durchsetzen können, war nach einem 1:1 und einem 2:2 gegen den Ligakonkurrenten Schalke 04 im Achtelfinal auch in der Europa League Schluss. Im Halbfinal des DFB-Pokals stand der Schweizer mit seiner Mannschaft ein ums andere Mal im Penaltyschiessen und schied gegen die Frankfurter Eintracht aus. Den Versuch des Gegenspielers Guillermo Varela wehrte Sommer im Rahmen dessen ab. Nur ein Sieg aus den letzten sechs Bundesligaspielen bedeutete hingegen für die Rheinländer Platz 9 und keine Teilnahme am Europacup.
In der Spielzeit 2018/19 spielte der Schweizer 13-mal zu Null, was ihm hinter Péter Gulácsi (16) Rang 2 in der Weisse-Weste-Rangliste einbrachte. In der Saison 2021/22 bestritt er 33 von 34 Bundesligaspielen für die Borussia, wobei er fünfmal ohne Gegentor blieb, sowie drei Pokalspiele (zweimal ohne Gegentor). Am Saisonende wurde er von den Fans des Vereins zum «Spieler der Saison» gekürt. Am vierten Spieltag der Saison 2022/23 parierte Sommer beim 1:1-Unentschieden im Auswärtsspiel gegen Bayern München 19 Torschüsse, so viele wie kein Torhüter der Bundesliga vor ihm.
Sein Vertrag in Mönchengladbach lief bis 2023.

#### FC Bayern München
Im Januar 2023 wechselte Sommer ein halbes Jahr vor Vertragsende zum FC Bayern München. Er unterschrieb einen Vertrag bis zum 30. Juni 2025 und ersetzte für die Rückrunde Manuel Neuer, der sich zuvor eine Fraktur des rechten Unterschenkels zugezogen hatte und daher in der Saison 2022/23 nicht mehr einsatzfähig war. Sommer setzte sich teamintern sowohl unter Trainer Julian Nagelsmann wie auch dessen Nachfolger Thomas Tuchel gegenüber Neuers sonstigem Vertreter Sven Ulreich durch und absolvierte bis zum Saisonende alle möglichen Spielminuten. Zu Beginn seines Engagements in München spielte Sommer mit der Mannschaft dreimal in Folge 1:1 und blieb schliesslich in seinem vierten Spiel, dem 4:0 gegen Mainz 05 im Pokalachtelfinal, erstmals ohne Gegentreffer. Der Schweizer verlor mit seinem neuen Verein im Verlauf der Rückrunde vier Bundesligaspiele, so auch gegen seinen alten Klub Mönchengladbach (Endstand 2:3). Aufgrund des aber immer noch besseren Torverhältnisses sowie eines Sieges gegen Köln am letzten Spieltag holten Spieler und Verein anstatt des punktgleichen BVB den Meistertitel. In der Champions League schied der FC Bayern im Viertelfinal gegen den späteren Turniersieger Manchester City aus, nachdem man noch eine Runde zuvor zwei Zu-Null-Spiele gegen Paris Saint-Germain absolviert hatte. Auch im DFB-Pokal war für die Bayern diesmal im Viertelfinal Schluss, nachdem der Vorjahresfinalist aus Freiburg den zwanzigfachen Wettbewerbssieger bezwungen hatte.
In der Rangliste des deutschen Fussballs fand Sommer nach Saisonende diesmal erstmals seit der Hinrunde 2017/18 keine Berücksichtigung, anders als etwa sein Torhüterkollege aus der «Nati», Gregor Kobel, der diese anführte. Sein statistisch schlechtestes Spiel hatte der Schweizer zuvor am 29. Spieltag absolviert, als man in Mainz mit 1:3 verlor und alle drei Tore für den Gegner innerhalb von 14 Minuten fielen. Sky Sport machte nach einer «schnellen Eingewöhnungsphase» sowie «guten bis sehr guten Leistungen» einen möglichen Wendepunkt im zweiten Achtelfinalspiel gegen PSG aus. Nach einem «üblen Fauxpas» konnte Verteidiger Matthijs de Ligt den Ball noch auf der Linie klären und so einen Gegentreffer verhindern. In der Folge strahlte Sommer laut dem Portal nicht mehr die «gewohnte Sicherheit» aus und verlor beispielsweise mit dem FC Bayern mit 0:3 gegen Manchester City. Neben mangelnder Ruhe mit dem Ball am Fuss bemängelte Sky Sport auch, Sommer sei ein «Unsicherheitsfaktor in einer ohnehin unsicheren Mannschaft» gewesen und könne mit einer Körpergrösse von 183 cm Nachteile beim Halten von Bällen haben. Exemplarisch hierfür nannte man ein Freistosstor durch den Hoffenheimer Andrej Kramarić.
Angesichts der nahenden Rückkehr Neuers sowie Sommers vergangener Leistungen kommunizierte der Verein öffentlich, dass beide Torhüter um die Position als Nummer 1 konkurrieren würden.

#### Inter Mailand

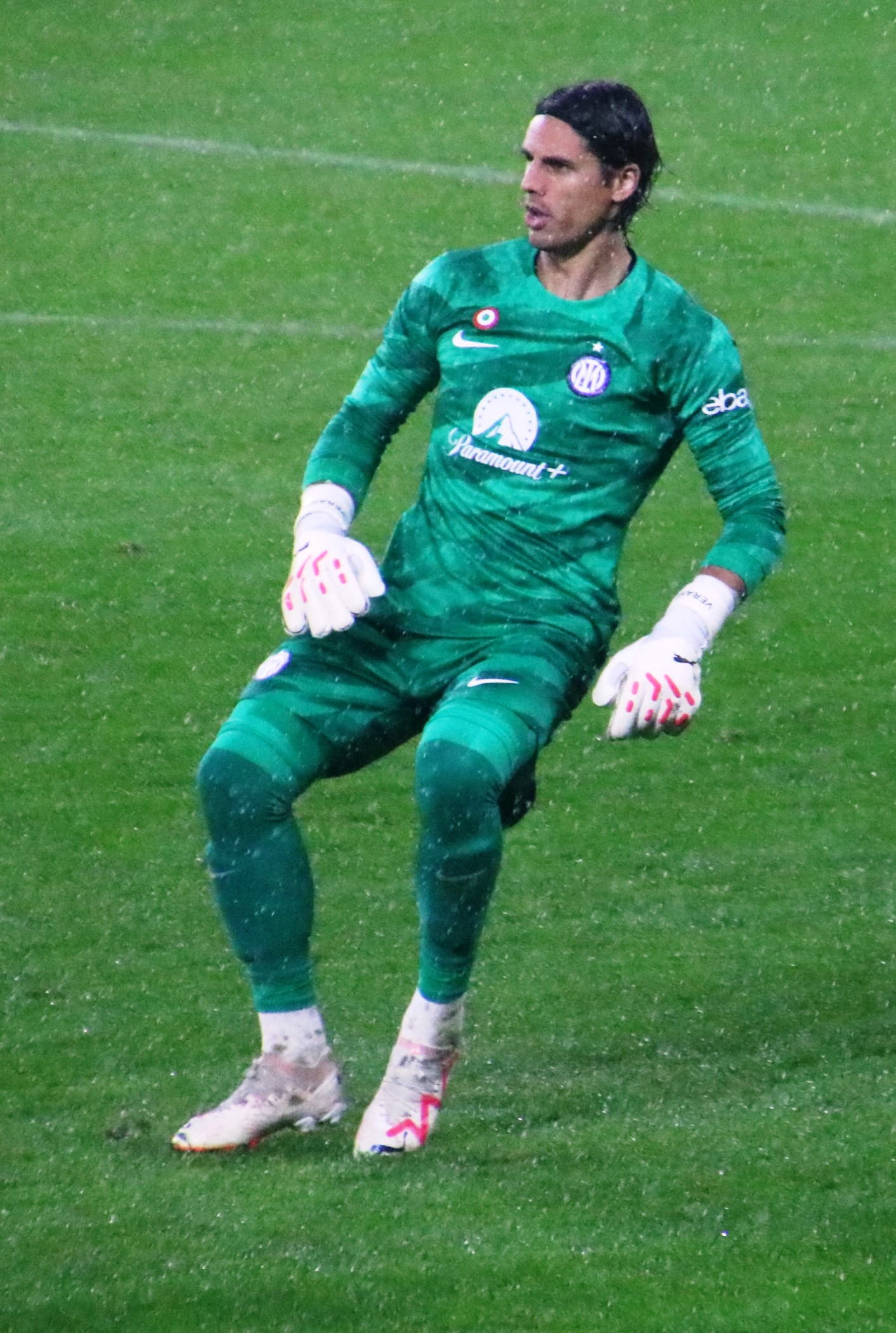
Im Trikot von Inter Mailand (2023)

Im August 2023 wechselte Sommer als Nachfolger von André Onana in die italienische Serie A zu Inter Mailand. Vor Saisonbeginn verpflichtete der Verein auch Abwehrspieler Benjamin Pavard vom FC Bayern. Von 23 Pflichtspielen bis zur Winterpause absolvierte der Schweizer 21 und verlor mit seiner Mannschaft nur einmal (mit 1:2 gegen die US Sassuolo). Sommer kassierte lediglich neun Gegentreffer und liess in elf Partien gar keine Tore zu. Die Marke von zehn Spielen ohne Gegentor erreichte der Torhüter bereits nach 15 Ligaspielen und somit so schnell wie kein anderer Serie-A-Schlussmann vor ihm. Zum Vergleich hatte der ehemalige italienische Nationaltorhüter Gigi Buffon hierfür 22 Partien benötigt, der bisherige Rekordhalter Julio César immerhin noch 17. Die italienische Sportzeitung Gazzetta dello Sport urteilte über ihn: «Der Schweizer ist ein solider, aufmerksamer und erfahrener Torhüter. Er profitiert auch von einer Mannschaft, die sich kollektiv als beständig und aufmerksam erweist.» Sommers Trainer Simone Inzaghi lobte hingegen die Technik mit dem Fuss und das Spielverständnis seines Keepers. So leitete Sommer beispielsweise beim 2:0 gegen Lazio Rom den Treffer zum Endstand selbst ein. In der Rückserie verlor Inter nur gegen den späteren Absteiger Sassuolo Calcio, in diesem Spiel saß Sommer jedoch wie in zwei weiteren auf der Bank, um einem anderen neuen Torwart, Emil Audero, Spielpraxis zu ermöglichen. Ein weiteres Spiel verpasste er krankheitsbedingt. Letztlich gewann er mit dem Verein dessen zwanzigsten Landesmeistertitel, wurde aber im Rahmen der Serie-A-Liga-Awards nicht zum besten Torwart der Saison gewählt. In der Champions League scheiterte Sommer mit seiner Mannschaft im Achtelfinale an Atlético Madrid. Das Hinspiel hatten die Italiener noch mit 1:0 gewonnen, im Rückspiel unterlag man dem Gegner aber nach Penaltyschiessen. Bereits im Januar hatten der Schweizer und Inter Mailand die Supercoppa Italiana gewonnen.
In der Folgesaison blieb Sommer die Nummer 1 in Mailand, einzig in der Coppa ließ Coach Inzaghi Josep Martínez den Vortritt. In diesem Wettbewerb gelangte das Team bis ins Halbfinale, dort scheiterte man jedoch am Stadtrivalen AC Mailand. Ein Vierteljahr zuvor verlor Inter, diesmal mit Sommer, ebenfalls gegen Milan, als es um die Supercoppa ging. In der Serie A sah es lang nach einer Titelverteidigung Inters aus, allerdings spielten im Saisonendspurt zwei 0:1-Niederlagen gegen die Roma sowie den FC Bologna dem Verfolger SSC Neapel in die Karten, der letztendlich auch den Titel holte. Sommer traf in der Champions League mit seinem Verein unter anderem auf seinen alten Arbeitgeber, den FC Bayern München, über den man im Viertelfinale triumphierte. Nachdem man sich anschließend auch gegen den FC Barcelona durchsetzte, spielte der Schweizer mit Inter Mailand sein erstes Champions-League-Endspiel. Allerdings unterlagen Spieler und Verein hierbei Paris Saint-Germain mit 0:5.

### Nationalmannschaften

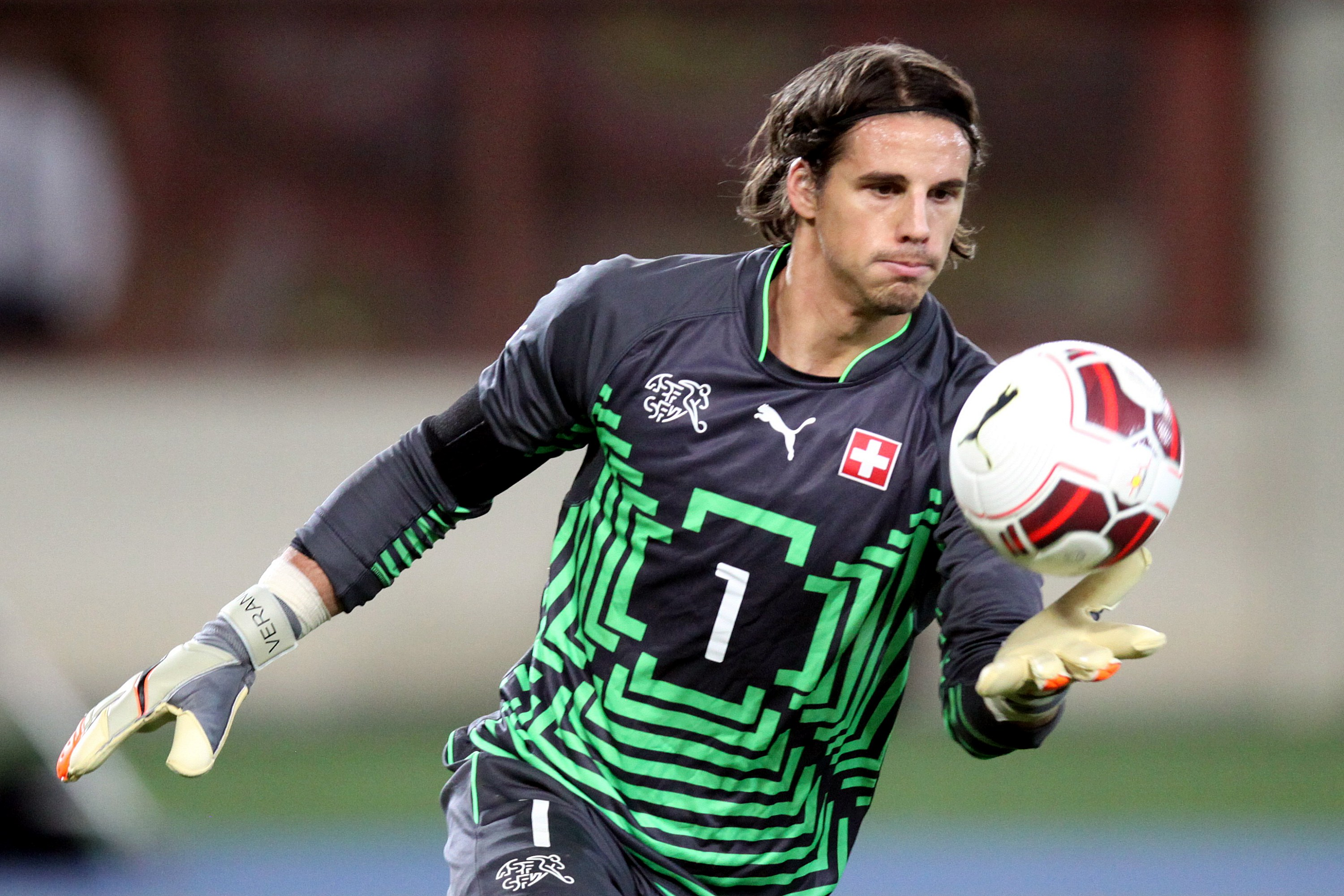
Sommer im Trikot der Nationalmannschaft (2015)

Sommer spielte für mehrere Jugend-Nationalmannschaften, darunter die Schweizer U16-, U17- und U19-Junioren. Sein erstes Länderspiel in der Schweizer U16 war am 26. August 2003 bei einer 0:5-Niederlage gegen Deutschland. Sein erstes Länderspiel in der U17-Mannschaft spielte er am 20. November 2003 bei einem 1:1 im Auswärtsspiel gegen England.
Er qualifizierte sich mit dem Schweizer U21-Nationalteam für die Endrunde der Europameisterschaft 2011 und war in dieser Auswahl Stammtorhüter und Mannschaftscaptain. Sommer blieb an diesem Turnier bis zum Final ohne Gegentor, unterlag dann aber im Endspiel mit seiner Mannschaft gegen Spanien 0:2.
Am 30. Mai 2012 gab Sommer sein Debüt in der A-Nationalmannschaft beim Freundschaftsspiel gegen Rumänien in der Swissporarena in Luzern, das die Schweizer mit 0:1 verloren. Am 13. Mai 2014 wurde er von Nationaltrainer Ottmar Hitzfeld ins Kader der Schweizer Nationalmannschaft für die Weltmeisterschaft 2014 in Brasilien berufen. Er kam als Ersatztorhüter hinter Diego Benaglio nicht zum Einsatz. Mit Benaglios Rücktritt im August 2014 wurde Sommer Stammtorhüter.
Bei der Fussball-Europameisterschaft 2016 in Frankreich wurde er auch als Nummer 1 in das Aufgebot der Schweiz aufgenommen. In der Auftaktpartie vereitelte er mehrere gute Chancen des Gegners Albanien und rettete den 1:0-Sieg. Nach zwei Unentschieden gegen Rumänien und Frankreich zog Sommer mit der Schweiz als Gruppenzweiter in den Achtelfinal ein. Dort kam es zum Penaltyschiessen, in dem kein Schuss gehalten wurde, jedoch der Schweizer Spieler Granit Xhaka am Tor vorbei schoss und damit das Ausscheiden der Schweizer besiegelte. Sommer qualifizierte sich mit der schweizerischen Nationalmannschaft für die Fussball-Weltmeisterschaft 2018 in Russland.
Bei der Weltmeisterschaft 2018 in Russland gehörte er zum Aufgebot der Schweiz. Er wurde in allen Spielen eingesetzt und schied mit der Mannschaft im Achtelfinal aus. Für die Europameisterschaft 2021 wurde er ins Nati-Team berufen und trug im Achtelfinal entscheidend zum Sieg der Schweizer gegen Frankreich bei, indem er im Penaltyschiessen als einziger den Schuss seines Gegenspielers Mbappé hielt. Im Viertelfinal gegen Spanien kam allerdings, wiederum im Elfmeterschiessen, das Aus. Während des Turniers wurde er mit seinem 65. Länderspieleinsatz zum alleinigen Schweizer Rekordnationaltorhüter.
Auch bei der Weltmeisterschaft 2022 gehörte er zum Schweizer Kader und wurde in den ersten beiden Gruppenspielen sowie im gegen Portugal verlorenen Achtelfinal eingesetzt. Während der Europameisterschaft 2024 war Sommer einmal mehr Stammtorhüter. Nach dem Turnier wurde bekannt, dass Gregor Kobel die künftige Nummer eins im Schweizer Tor werden wird. An einer Pressekonferenz erklärte Yann Sommer am 19. August 2024 seinen Rücktritt aus der Nationalmannschaft. Er war zu diesem Zeitpunkt seit genau zehn Jahren Stammkeeper der Nati und mit 94 Länderspielen ihr Rekordtorhüter.

## Titel und Auszeichnungen

### Vereine
FC Vaduz
- Meister der Challenge League und Aufstieg in die Super League: 2008
- Liechtensteiner Cupsieger: 2008

FC Basel
- Schweizer Meister: 2011, 2012, 2013, 2014
- Schweizer Cupsieger: 2012

FC Bayern München
- Deutscher Meister: 2023

Inter Mailand
- Italienischer Meister: 2024
- Italienischer Supercupsieger: 2023

### Auszeichnungen
- Schweizer Nationalspieler des Jahres: 2016, 2018, 2021
- Bester Torhüter der Hinrunde[32] laut einer Umfrage des Sportmagazins kicker unter 239 Bundesligaspielern: Winter 2019/20
- Felix-Award als NRW-Fussballer des Jahres (Auszeichnung durch den Landessportbund und die Staatskanzlei Nordrhein-Westfalen): 2019, 2022[33]
- Team des Jahres der Serie A: 2024

## Privatleben
Sommer war früher mit der Schauspielerin Sabrina Amali liiert. Heute ist er verheiratet mit Alina, mit der er zwei Kinder hat.